# Réserve nationale de faune des îles de l'Estuaire
La réserve nationale de faune des îles de l'Estuaire est l'une des huit réserves nationales de faune du Canada présentes au Québec. Cette aire protégée protège entre autres la colonie d'eiders à duvet de l'île Bicquette, la plus importante de l'estuaire du Saint-Laurent. Le service canadien de la faune gère cette aire protégée en collaboration avec la Société Duvetnor et la société protectrice des Eiders de l’Estuaire.

## Géographie
La réserve a une superficie de 404 ha et comprend une dizaine d'îles ou de partie d'îles qui vont de Kamouraska à Rimouski, sur une longueur de 120 km. L'altitude de ses îles est au maximum une trentaine de mètres. D'un point de vue administratif, la réserve est située dans les municipalités de Kamouraska et de Saint-André-de-Kamouraska dans la municipalité régionale de comté (MRC) de Kamouraska et la ville de Rimouski dans la MRC de Rimouski-Neigette. La réserve comprend l'île Brulée, les Rochers, l'île de la Providence et une partie de la Grande Île dans les îles de Kamouraska, une partie du Long Pèlerins dans les Pèlerins, une partie du Pont du Phare ainsi que ses battures dans les îles du Pot à l'Eau-de-Vie, île Blanche et l'île aux Fraises avec leurs battures et une partie de l'île Bicquette.
L'assise rocheuses de ces îles est composée de grès de schistes et de conglomérats qui se sont formés entre le début du Cambrien et l'Ordovicien (570 et 440 millions d’années).
L'île aux Fraises, l'île Blanche et le Pot du Phare sont entourées par le parc marin du Saguenay–Saint-Laurent. La réserve fait partie d'un réseau d'aires de conservation situées dans l'estuaire du Saint-Laurent. Plusieurs autres îles sont la propriété d'organismes à but non lucratif. La Société Duvetnor est propriétaire du Pèlerin du Milieu et du Pèlerin du Jardin dans les Pèlerins, du Gros Pot et du Petit Pot dans les îles du Pot à l'Eau-de-Vie. Conservation de la nature Canada est propriétaire du Petit Pèlerin, du Gros Pèlerin et d'une partie du Long Pèlerin. La Société Provancher est propriétaire  des Razades et de île aux Basques. Finalement, l'île aux Lièvres est la propriété depuis 2012 du ministère de l'Environnement et de la Lutte contre les changements climatiques dans le but d'en faire une réserve de biodiversité à l’exception de 59 ha qui appartiennent à la Société Duvetnor.

## Histoire

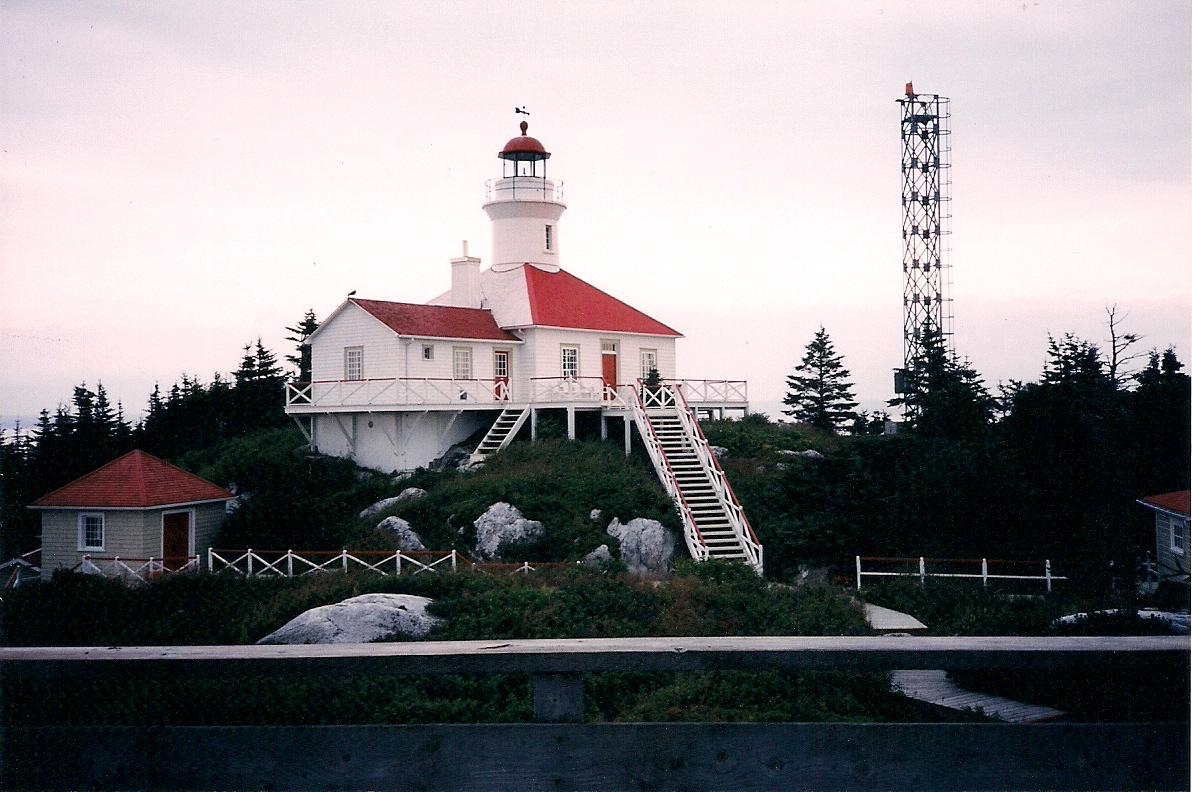
Le phare de l'Île-du-Pot-à-l'Eau-de-Vie

Lors du contact avec les Européens les îles de l'estuaire du Saint-Laurent était la chasse gardée des Innus. Leur territoire couvrait la rive nord du fleuve Saint-Laurent ainsi que les îles jusqu'à la rive sud. Le territoire des Micmacs s'étendait dans le golfe du Saint-Laurent de l'île du Prince-Édouard à Gaspé et celui des Malécites une bonne partie du Bas-Saint-Laurent et du Nouveau-Brunswick. Le mode de vie de ces nations a grandement été perturbés et elles ont connu un déclin par la suite. La seule communauté autochtone présente au Bas-Saint-Laurent est la Première Nation malécite de Viger, qui inclut des territoires de Whitworth et de Cacouna près de Rivière-du-Loup, la seconde étant la plus petite réserve indienne au Canada.
Le Bas-Saint-Laurent a été colonisé sous le régime seigneurial. Entre 1653 et 1751, 19 seigneuries ont été concédées dans la région. L'île aux Fraises, l'île Blanche et le Port du Phare ont été concédées à Simon François Daumont de Saint-Lusson le 7 novembre 1672. Les îles de Kamouraska ont été concédées à Olivier Morel de La Durantaye en 1674 au sein de la seigneurie de Kamouraska. L'île Bicquette a été concédée à Charles Denys de Vitré le 6 mai 1675 au sein de la seigneurie du Bic. Les Pèlerins ont été concédés en 1672 à Jean-Baptiste-François Deschamps de La Bouteillerie au sein de la seigneurie de la Rivière-Ouelle. Le peuplement du Bas-Saint-Laurent a progressé très lentement, seules 4 seigneuries (Rivière-du-Loup, Île-Verte, Trois-Pistoles et Rimouski) étaient habitées. L'éloignement de la région du centre de la colonie n'attirait guère les jeunes familles. Il faut attendre le surpeuplement de la Côte-du-Sud pour que l'occupation du Bas-Saint-Laurent débute réellement au début des années 1800.
Le Service canadien de la faune a fait l’acquisition du territoire de la réserve par des achats de gré à gré avec des propriétaires privés et des transferts ministériels. La réserve a officiellement été créée le 19 juin 1986. Lors de la création de la réserve, les îles de Kamouraska, les Pélerins, le Pot du Phare, l'île aux Fraises et l'île Blanche avait aussi le statut de refuge d'oiseaux migrateurs. Ces refuges étant rendus obsolètes à la suite de la création de la réserve, ils ont été abolis en 1996.

## Faune
La présence des colonies aviaires est déterminée par l'absence relative de prédateurs terrestres. Le renard roux, la belette à longue queue et l'ours noir ont tous trois déjà été rapportés dans la réserve. C'est surtout le renard roux qui cause le plus de dégâts parmi la faune aviaire. Il est présent en permanence sur les îles aux Lièvres et du Bic et accède occasionnellement à la réserve en se déplaçant sur la banquise durant l'hiver. Le rat musqué et le vison d'Amérique sont présents sur l'île Blanche et l'île aux Fraises. Le lièvre d’Amérique est aussi présent dans la réserve. Un orignal a été observé sur la Grande Île en 2012. Le seul micromammifère présent dans les îles est le campagnol des champs. Il est présent sur l'île de la Providence, l'île Brûlée et la Grande Île. Aucun micromammifère n'a été capturé sur les îles Blanche, aux Fraises et Bicquette. 
Le phoque gris forme des échoueries sur les battures des îles Blanche et aux Fraises. Le phoque commun forme aussi des échoueries sur les îles de Kamouraska et les Pèlerins. Les deux espèces cohabitent sur les rives des îles Bicquette et Blanche. On y observe aussi plusieurs espèces de cétacés, dont le béluga, un résident permanent du Saint-Laurent.
Aucune des îles ne possède un réseau hydrographique d'eau douce qui conviendrait aux poissons dulcicoles. Les eaux environnant la réserve comprennent plusieurs espèces de poissons, en particulier parmi les espèces fourragères. Les principales espèces sont le hareng atlantique qui fraie deux fois par année autour des Pèlerins et de l'île aux Lièvres. On y retrouve aussi le lançon d'Amérique et le capelan, le dernière fraierait autour des îles de Kamouraska. L'esturgeon noir est pêché dans le banc Saint-André, entre les îles de Kamouraska et les Pèlerins. Le hareng atlantique, l'épinoche tachetée, l'épinoche à trois épines et la plie rouge sont présentes autour de toutes les îles de la réserve. Le flétan atlantique a été pêché commercialement autour des îles du Pot-à-l'Eau-de-Vie et près des îles de Kamouraska jusqu'en 1999. L'alose savoureuse est présente autour des îles de Kamouraska et des Pèlerins. L'anguille d'Amérique est présente autour des îles de Kamouraska l'automne et la morue franche est présente au large de l'île Bicquette. 
En 1994 et 1995, un inventaire des insectes et des araignées a été effectuée dans une vingtaine d'îles de l'estuaire, dont cinq dans la réserve. Des insectes de 4 ordres (Coléoptères, Diptères, Hyménoptères et Orthoptères) et des Arachnides ont été recensés dans la réserve. En 1995, un inventaire portait plus spécifiquement sur les Coléoptères. L'espèce la plus abondante est le coléoptère Pterostichus adstrictus avec 47% des individus capturés.
Plusieurs espèces de Mollusques et de Crustacés peuvent se retrouver dans les battures des îles ou les fonds environnants. La mye commune est abondante dans les battures de l'île Blanche et de l'île aux Fraises. La mactre de Stimpson est présente autour de l'île Bicquette. L'oursin vert est abondant près de l'île Bicquette et du Port du Phare. Une pêche commerciale de cette espèce y est pratiquée au printemps et à l'automne près des îles Blanche et Bicquette. Les autres espèces présentes dans la réserve sont le couteau Atlantique, le concombre de mer Cucumaria frondosa, la crevette grise de sable, le pétoncle d'Islande, le crabe commun et le buccin commun. Le homard d'Amérique et le crabe des neiges fréquentent les eaux autour de l'île Bicquette.
Aucune étude a été effectué sur le benthos sur l'estran vaseux ou rocheux de la réserve.

## Flore

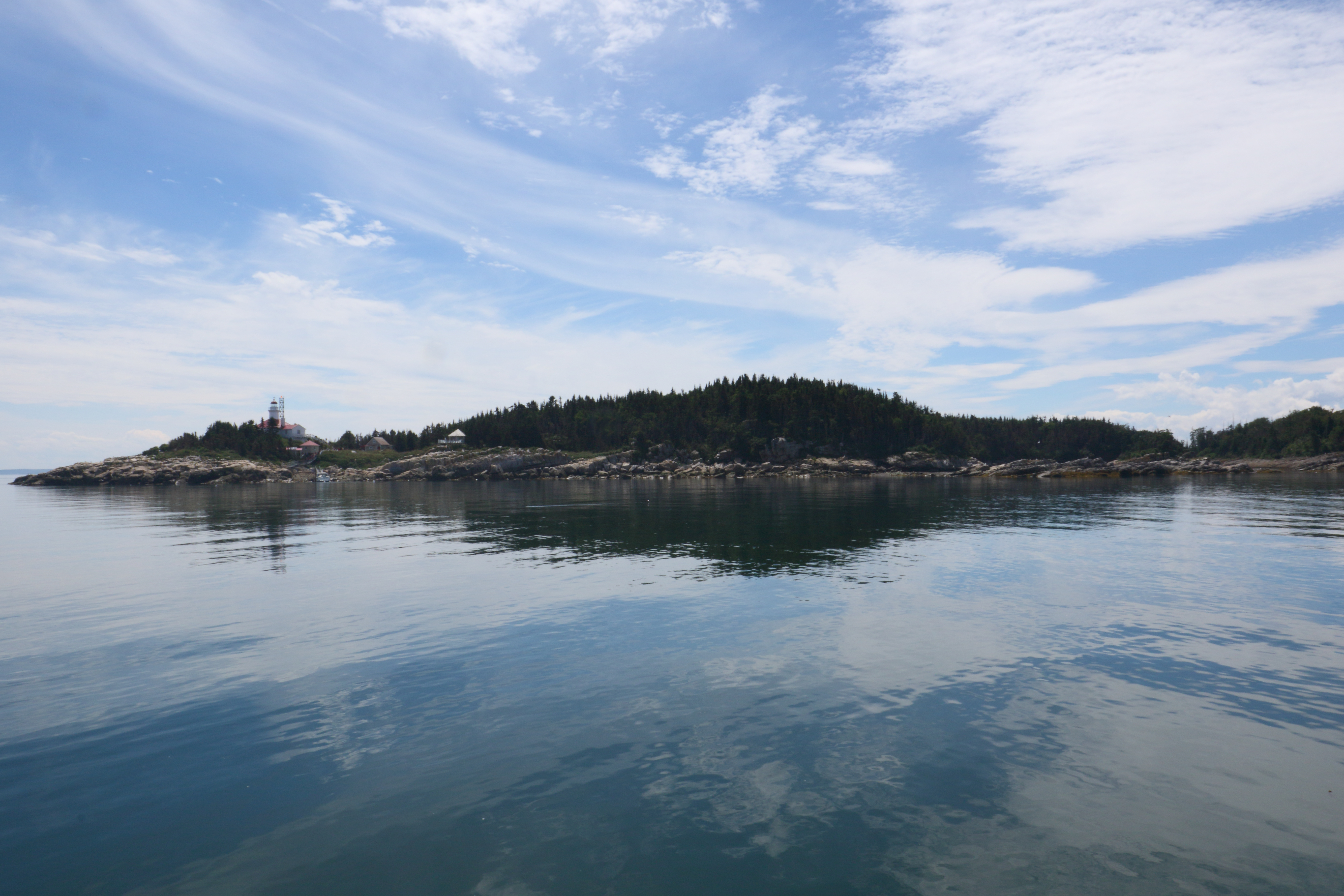
Le Pot du Phare

La réserve est située dans le domaine bioclimatique de l’érablière à bouleau jaune. Cependant, la localisation maritime des îles favorise plutôt la sapinière à bouleau à papier. Généralement les parties forestières des îles sont couvertes de sapinières à bouleau à papier et de pessières à épinette blanche. Les autres arbres présents sur les îles sont le sorbier d'Amérique, le cerisier de Pennsylvanie, peuplier faux-tremble et le peuplier baumier. Les secteurs herbacés des îles sont couverts de plantes du genre Calamagrostis et de nombreuses plantes annuelles. Le fouillage du rat musqué peut favoriser la présence de plantes en milieu perturbé, comme la Grande bardane. 
Des inventaires floristiques ont été réalisés dans trois des îles de la réserve, ce qui a permis de dénombrer 88 espèces végétales à l'île aux Fraises, 50 espèces à l'île Blanche et 151 espèces au Pot du Phare. Ces inventaires n'ont permis de répertorier aucune plante rare sur ces trois îles.
Sur toutes les îles, les peuplements forestiers ont été perturbés par le broutement intensif du lièvre d’Amérique qui a décimé ou fait disparaitre de nombreuses plantes de sous-bois présentes sur le continent. La tordeuse des bourgeons de l'épinette a causé des dommages majeurs au cours des années 1970 sur les îles de Kamouraska et le Pot du Phare. Les Pèlerins ont été moins touchés par cet insecte du fait que leurs forêts sont composées en majorité d'épinettes noires. L'île Bicquette a aussi été épargnée, bien que la forêt soit en régression pour une raison inconnue. Cette forêt est exceptionnelle par son grand âge (jusqu’à 136 ans), de l'extrême densité de ses arbres, de l'absence de régénération et de l'absence de flore herbacée ou muscinée au sol. Le cormoran à aigrettes a aussi un impact important sur les forêts des îles, son guano ayant détruit la forêt à plusieurs reprises sur l'île Blanche, l'île Brûlée, la Grande Île et le Pot du Phare.

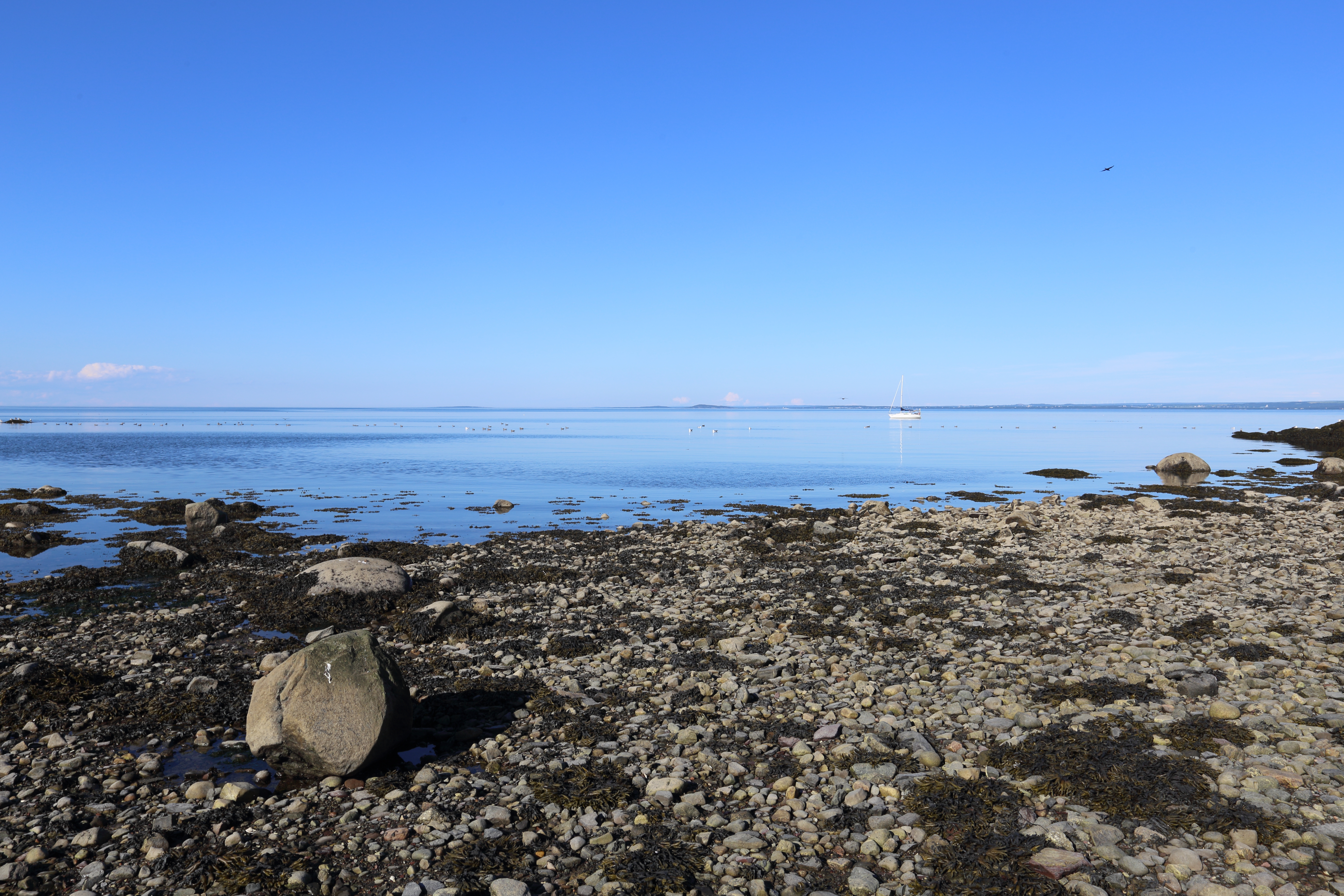
Littoral du Pot du Phare

Les caractéristiques des algues macrophytes ont été décrites dans plusieurs secteurs de l'estuaire, mais jamais dans le périmètre de la réserve ou autour d'elle. Des herbiers de laminaires sont présents entre l'île du Bic et l'île Bicquette ainsi qu'autour des îles du Pot à l'Eau-de-Vie. On trouve aussi des herbiers d’Ascophyllum et de Fucus plus ou moins développés dans les milieu littoraux et la partie supérieure du milieu infralittoral de toutes les îles.